# Baby's Coming Back/Transylvania
«Baby's Coming Back»/«Transylvania» —en español: «Mi nena va volver»/«Transilvania»— es el cuarto y último single del álbum Motion in the Ocean de la banda británica McFly, publicado el 7 de mayo de 2007 por la discográfica Island Records, que alcanzó el número 1 en las listas británicas y el nº16 en las listas irlandesas. En un principio se había anunciado que «Transylvania» saldría a la venta en solitario, pero finalmente la canción formó parte de un doble a-side junto con una versión de «Baby's Coming Back» de Jellyfish. 
La edición del sencillo en CD incluye una versión de la canción «Fight For You Right» de los Beastie Boys grabada en directo durante un concierto de la banda en el Wembley Arena perteneciente a su Motion in the Ocean Tour 2006.

## Antecedentes y lanzamiento
Escrita por Tom Fletcher y Dougie Poynter, consiguió convertirse en uno de los primeros sencillos en el Reino Unido en alcanzar el número uno solamente mediante descarga digital, donde se mantuvo casi cuatro semanas. La introducción de órgano tubular de «Transilvania» pertenece a la famosa Tocata y fuga en re menor de Johann Sebastian Bach.
La fecha inicial de publicación del sencillo había sido el 26 febrero, pero la banda canceló la publicación para visitar la ciudad de Kamwokya en Uganda, que ya habían visitado previamente con Comic Relief en el año 2005. «Baby's Coming Back/Transylvania» posee el récord de mayor caída desde el número uno de un sencillo de edición no limitada en las listas británicas, pasó de ser el single más vendido al vigésimo después de una sola semana, al igual que pasó con la edición limitada de «One Night» de Elvis Presley.

## Vídeo musical
- En el videoclip de «Baby's Coming Back», se muestra a la banda actuando en el escenario con imágenes de su gira Up Close and Personal Tour en el año 2007 en Wolverhampton. Además de ese vídeo, McFly grabó otro en apoyo a la campaña «Join Up» de SendMyFriend, en el cual cada miembro de la banda aparece en una pantalla de un teléfono móvil cantando la canción.
- El videoclip de «Transylvania» está filmado en blanco y negro, imitando al cine mudo. Tiene lugar en una casa gótica donde, disfrazados de mujeres, la banda se las tiene que ver con villanos desagradables, damiselas en apuros, y más travesuras. El bajista Dougie Poynter interpreta al personaje histórico Ana Bolena.

## Lista de canciones
| CD Single (Island/Uni-Island 1733933) |                                             |          |  |
| N.º                                   | Título                                      | Duración |  |
| 1.                                    | «Baby's Coming Back»                        | 2:51     |  |
| 2.                                    | «Transylvania»                              | 4:10     |  |
| 3.                                    | «Fight for Your Right» (versión en directo) | 3:42     |  |

| DVD Single (Island/Uni-Island 1733936) |                                          |          |  |
| N.º                                    | Título                                   | Duración |  |
| 1.                                     | «Baby's Coming Back» (audio)             | 2:51     |  |
| 2.                                     | «Transylvania» (audio)                   | 4:10     |  |
| 3.                                     | «Transylvania» (videoclip)               | 4:25     |  |
| 4.                                     | «Up Close & Personal Tour Opening Night» | 12:30    |  |
| 5.                                     | «Studio Tour»                            | 7:30     |  |

| EP Digital |                                             |          |  |
| N.º        | Título                                      | Duración |  |
| 1.         | «Baby's Coming Back»                        | 2:50     |  |
| 2.         | «Transylvania»                              | 4:07     |  |
| 3.         | «Fight for Your Right» (versión en directo) | 3:28     |  |

## Posicionamiento en las listas de ventas
| Lista de ventas          | Posición más alta |
| ------------------------ | ----------------- |
| UK Singles Chart         | 1                 |
| Irish Singles Chart      | 16                |
| UK Download Chart        | 3                 |
| European Hot 100 Singles | 18                |
| Euro 200 Singles Chart   | 22                |

| Predecesor: «Beautiful Liar» de Beyoncé con Shakira | Top 75 Singles — Sencillo n.º 1 13 de mayo de 2007 (1 semana) | Sucesor: «Umbrella» de Rihanna |